# 本杉美香
本杉 美香（もとすぎ みか、1972年6月7日 - ）は、日本のタレント、女優である。オスカープロモーションに所属していた。女性4人組のセクシー・グループ、『C.C.ガールズ』（2代目）のメンバーだったことでも知られる。

## 人物
1972年（昭和47年）生まれ。静岡県牧之原市出身。
1995年（平成7年）8月に結成された、2代目 『C.C.ガールズ』のメンバーとなった。本杉は同グループの一員として活動しつつ、単独でもグラビア活動や、Vシネマなどを主体に女優活動を行っていた。2003年（平成15年）12月15日、他のメンバー3名とともに、同グループを「卒業」した。

## 出演

### ラジオ
- 本杉美香の東京通信（2001年、FM沖縄）
- e-nite（2002年、TBSラジオ）

### Vシネマ
- 白衣のアマゾネス（1995年）主演：藤森夕子
- 背徳の女神シリーズ Vol.1 ポイズン（1996年）主演：青田典子
- 龍神三兄弟（2000年、GPミュージアム）
- ゼニ学3 悪女の決算篇（2000年、大映）
- サギ師一平シリーズ（アンカービジュアルネットワーク）ヒロイン役（主演：羽賀研二）
  - 4 おカネ大好き!（2000年6月）
  - 5 ダマシ大好き!（2000年9月）
  - リベンジ（2000年12月）
  - 絵画大好き!（2001年3月）

その他、ドラマ「捜し屋★諸星光介が走る 2」など、テレビ番組での単発ゲスト出演歴有り。

## 出版
C.C.ガールズ名義分については同項目を参照のこと。

### 写真集
- Ardent love in Rota（1998年7月、フォレスト出版）ISBN 4894510553 撮影：山内順仁
- M.M.m.（2000年8月、バウハウス）ISBN 4894611937 撮影：真継敏明

### ビデオ
- Watch project Vol.2（2001年3月、英知出版）ISBN 475426102X